# Spathoglottis kimballiana
Spathoglottis kimballiana là một loài phong lan có ở Borneo tới Philippines.